# Phœnix A
 (août 2025).
Si vous disposez d'ouvrages ou d'articles de référence ou si vous connaissez des sites web de qualité traitant du thème abordé ici, merci de compléter l'article en donnant les références utiles à sa vérifiabilité et en les liant à la section « Notes et références ».
Phœnix A est la galaxie elliptique géante située au centre de l’amas de galaxies du Phénix (SPT-CL J2344-4243), un des amas les plus massifs et les plus lumineux connus, localisé dans la constellation du Phénix à environ 5,7 milliards d’années-lumière de la Terre. Cette galaxie se distingue non seulement par sa taille imposante et sa luminosité extrême, mais aussi par le fait qu’elle abrite l’un des trous noirs supermassifs les plus colossaux jamais détectés, dont la masse est estimée à plus de 100 milliards de fois celle du Soleil. 
Phœnix A est également célèbre pour son intense activité de formation d’étoiles, qui défie les modèles classiques d’évolution des galaxies elliptiques, ainsi que pour son environnement dynamique marqué par un puissant rayonnement X émis par le gaz chaud intra-amas et des phénomènes de refroidissement accéléré qui alimentent à la fois le noyau actif de la galaxie et les courants de matière intergalactique. Cette galaxie joue donc un rôle clé dans la compréhension des interactions complexes entre les trous noirs supermassifs, la formation stellaire extrême et la dynamique des amas de galaxies à grande échelle.

## Caractéristiques astronomiques
Phœnix A est une galaxie cD, c’est-à-dire une galaxie elliptique géante typiquement située au centre des amas de galaxies riches. Elle se distingue par un halo étendu d’étoiles, de gaz et de matière noire, vestige probable d’un long processus de fusions galactiques successives ayant consolidé sa structure massive. Ce type de galaxie constitue souvent le noyau gravitationnel dominant de son amas, entraînant une accumulation de matière sur des milliards d’années.
Située à une distance d’environ 5,7 milliards d’années-lumière de la Terre, Phœnix A présente un décalage vers le rouge de z ≈ 0,597.

### Le trou noir central
Au centre de cette galaxie se trouve un trou noir supermassif surnommé Phœnix A*, dont la masse est estimée à environ 100 milliards de masses solaires (M☉). Ce chiffre, bien que sujet à incertitude, suggère qu’il pourrait s’agir de l’un des trous noirs les plus massifs jamais identifiés à ce jour, surpassant potentiellement celui de TON 618, longtemps considéré comme le record absolu avec une masse estimée à environ 66 milliards M☉.
Malgré cette masse colossale, le trou noir central de Phœnix A apparaît actuellement relativement peu actif : il n’émet qu’un rayonnement modéré dans les longueurs d’onde X et radio. Cependant, des observations de jets relativistes et de cavités dans le gaz chaud environnant indiquent qu’il a été hautement actif dans un passé récent, influençant profondément la dynamique de son environnement intra-amas.

## Formation d’étoiles et gaz refroidi
Phœnix A présente un taux exceptionnel de formation stellaire, estimé à environ 500 à 800 masses solaires par an. Ce taux s'explique en partie par le refroidissement rapide du gaz chaud au cœur de l’amas, un phénomène rare dans des environnements aussi massifs.

## Signification cosmologique
La découverte et l’étude approfondie du trou noir supermassif Phœnix A* soulèvent des questions fondamentales sur l’origine et l’évolution des trous noirs ultra-massifs, communément désignés sous le terme de SLABs (Stupendously Large Black Holes). Leur existence même défie les paradigmes traditionnels de formation, reposant sur la croissance progressive par accrétion de matière ou la fusion de galaxies.

## Comparaison avec d’autres trous noirs
| Nom                | Masse estimée                    | Type         | Localisation       |
| ------------------ | -------------------------------- | ------------ | ------------------ |
| Phœnix A           | ≈ 100 milliards M☉               | Inactif      | Amas du Phénix     |
| TON 618            | ≈ 66 milliards M☉                | Quasar actif | Quasar à z = 2.219 |
| IC 1101 (candidat) | > 40 milliards M☉ (non confirmé) | Galaxie cD   | Amas Abell 2029    |